# Saint-Avit-de-Tardes
Saint-Avit-de-Tardes är en kommun i departementet Creuse i regionen Nouvelle-Aquitaine i de centrala delarna av Frankrike. Kommunen ligger i kantonen Aubusson som tillhör arrondissementet Aubusson. År 2022 hade Saint-Avit-de-Tardes 163 invånare.

## Befolkningsutveckling
Antalet invånare i kommunen Saint-Avit-de-Tardes
Referens:INSEE